# Барсхот (Остергаут)
Барсхот (нід. Baarschot) — селище в нідерландській провінції Північний Брабант. Входить до муніципалітету Остергаут. Його населення станом на 2020 рік складало прибл. 50 осіб.